# Henk Hage (beeldend kunstenaar)
Hendrik Marinus (Henk) Hage (Den Haag, 31 maart 1950 – Beuningen, 2 augustus 2022) was een Nederlands kunstschilder en aquarellist.

## Leven en werk
In de periode 1969-1975 volgde hij de opleiding Tekenen aan de Rietveld Academie en in Tilburg. Daarna werd hij docent tekenen, kunstbeschouwing en kunstgeschiedenis aan de Pedagogische Academies  in Tilburg en 's-Hertogenbosch en aan de Tehatex-opleiding in Nijmegen. Ook werkte hij voor het Van Abbemuseum in Eindhoven.
Na een studiereis naar Italië en projecten in Frankrijk en Zweden legde Hage zich steeds meer toe op het aquarelleren. In 1990 verscheen in boekvorm een serie aquarellen naar aanleiding van Dantes Divina Commedia en daarna een reeks, geïnspireerd door gedichten van Ida Gerhardt.
In 2000 ontstond een samenwerkingsverband tussen Hage, de componist Nico Huijbregts en de cellist Hans Woudenberg. Het werken naar aanleiding van de muziek van Sofia Goebaidoelina leidde in 2003 tot een ontmoeting met de componiste.
Vanaf 2003 werkte Hage aan een omvangrijke reeks zelfportretten, paneeltjes in olieverf, die bij zijn overlijden in 2022 ruim 250 werken omvatte. Een deel is in 2006 uitgebracht in het boek Onbewaakte ogenblikken.
In 2006 zette hij een project op met de Openbaring van Johannes als uitgangspunt.
In 2008 werden 12 blinddrukken onder de titel Paul Klee – Engelen in boekvorm uitgegeven.
In 2015 startte Hage een project waarbij hij de 88 bewoners van de locatie Zeeland van de Pompestichting portretteerde. Ruim een jaar later werd het project afgerond met een tentoonstelling in Museum Het Valkhof in Nijmegen; de portretten werden gebundeld in het boek Bewaakte Ogenblikken.
In 2018 won Hage de Kaliber Cultuurprijs. Deze onderscheiding wordt uitgereikt aan een persoon of groep die zich op buitengewone wijze heeft geprofileerd op het gebied van kunst of cultuur in de gemeente Beuningen.
Met de expositie Requiem voor een boomgaard nam hij in 2020 afscheid van het landschap in zijn directe omgeving, de Beuningse Kloosterstraat.
Een project rond sonnetten van Rainer Maria Rilke kon Hage niet afronden.
Hage exposeerde regelmatig in diverse galeries.
- Gemeinsame Normdatei: 111581219X
- International Standard Name Identifier: 0000 0000 4689 2180
- Library of Congress Control Number: nr00038014
- Nederlandse Thesaurus van Auteursnamen: 074883224
- RKD-Nederlands Instituut voor Kunstgeschiedenis: 35202
- Virtual International Authority File: 53990115
- WorldCat: E39PBJkhKbQFCgBJ9GkHPGjjYP